# Thalia Theater (Hamburg)
Het Thalia Theater is een schouwburg in de Duitse stad Hamburg en tevens de naam van een toonaangevend theatergezelschap, dat aan dit gebouw verbonden is. Het theater ligt in de Hamburgse Altstadt nabij de Binnenalster. Het gebouw in de stijl van het neoclassicisme dateert uit 1912 en is een beschermd monument. Het Thalia Theater is met circa 1000 (oorspronkelijk 1300) zitplaatsen een van de grotere podia voor toneel in Duitsland.

## Geschiedenis

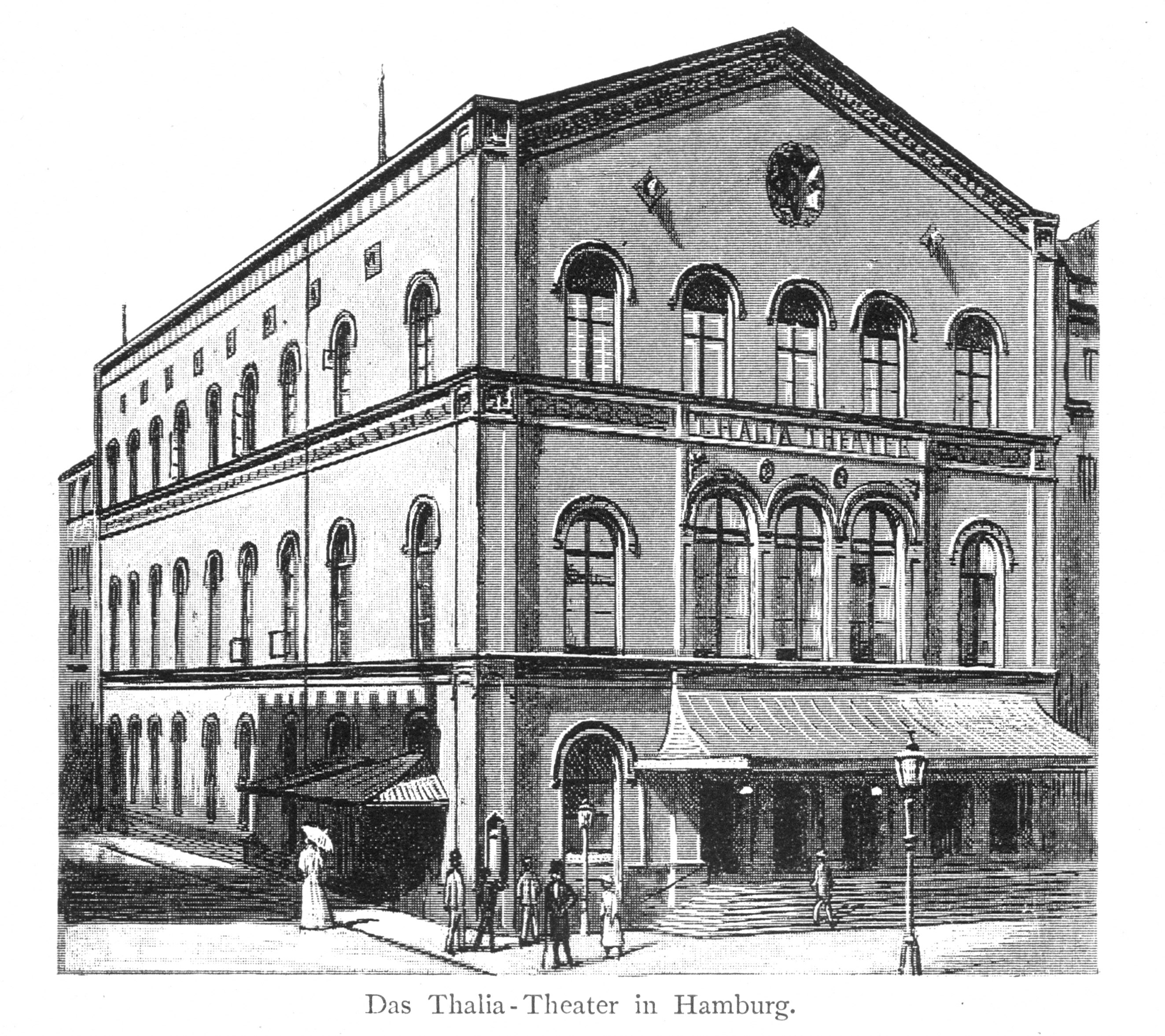
Het oude theater omstreeks 1890

### Bouwgeschiedenis
Het eerste Thalia Theater werd in 1843 opgericht door de van oorsprong Franse toneelspeler Charles Maurice Schwartzenberger, lokaal bekend als "Chéri Maurice". Het eerste gebouw was een ontwerp van de architecten Franz Georg Stammann en Auguste de Meuron en stond tegenover het huidige gebouw. De naam Thalia verwijst naar Thaleia, de muze van de komedie en een van de drie gratiën.
In 1894 werd het theater overgenomen door de theaterdirecteur Baruch Pohl, een voormalig operazanger die in 1888 zijn joodse naam inruilde voor de 'kunstenaarsnaam' Bernhard Pollini. Pollini was al eerder directeur geworden van de voorloper van de Hamburgische Staatsoper en het Stadttheater Altona. Zijn erfgenamen brachten het theater in 1907 onder in een GmbH. In 1912 werd het huidige gebouw aan de Pferdemarkt, tegenwoordig Gerhart-Hauptmann-Platz, geopend. Het gebouw is een ontwerp van de architectenfirma Lundt & Kallmorgen.

### Vooroorlogse ontwikkeling
Het Thalia Theater was in de 19e eeuw het belangrijkste podium voor toneel in Hamburg, todat het in 1900 concurrentie kreeg van het Deutsches Schauspielhaus, aanvankelijk Burgtheater an der Alster geheten. In 1927 was de bekende toneelspeler Peter Lorre aan het theater verbonden. In 1937 werd het Thalia Theater genationaliseerd en volgde daarna een nationaalsocialistische koers. In 1945 werd het gebouw bij bombardementen grotendeels verwoest.

### Naoorlogse ontwikkeling
Al in 1946 kon het theater, na provisorische herstelwerkzaamheden, het publiek verwelkomen bij een opvoering van Shakespeares As You Like It. Een grondige restauratie volgde eind jaren 50, waarbij een vernieuwend interieurontwerp van Werner Kallmorgen werd gerealiseerd. Onder leiding van artistiek leider Boy Gobert ontwikkelde het Thalia zich in de jaren 1970 als belangrijk eigentijds 'regietheater'. Gobert haalde vooruitstrevende regisseurs naar Hamburg, zoals Peter Zadek, Hans Neuenfels en Jürgen Flimm. In 1972 opende een dependance in de Hamburger Kunsthalle, het zogenaamde TiK (Thalia in der Kunsthalle). Onder leiding van Jürgen Flimm (1985-2000) wist het Thalia Theater een groot publiek aan zich te binden en was daarmee van de door de Duitse overheid gesubsidieerde toneelpodia (Sprechtheater) zakelijk het meest succesvolle. In 2003 en 2007 werd het theater door enkele tientallen door het blad Theater heute gevraagde theatercritici gekozen tot 'Theater des Jahres'.
In 2000 werd het TiK gesloten en opende tegelijkertijd het Thalia in der Gaußstraße in de wijk Hamburg-Altona als tweede speellocatie. Het studiotheater met 200 stoelen en een variabel podium groeide in korte tijd uit tot een belangrijke plek voor eigentijds theater.

### Intendanten
De volgende personen waren intendant (artistiek directeur) van het Thalia Theater:
- 1843-1885 Charles Maurice Schwartzenberger ("Chéri Maurice")
- 1885-1893 Gustav Maurice Schwartzenberger
- 1894-1897 Bernhard Pollini
- 1915-1932 Hermann Röbbeling
- 1932-1934 Erich Ziegel
- 1934-1936 Paul Mundorf (met Erich Kühn)
- 1936-1942 Paul Mundorf (met Ernst Leudesdorff)
- 1942-1945 Robert Meyn
- 1945-1964 Willy Maertens
- 1964–1969 Kurt Raeck
- 1969-1980 Boy Gobert
- 1980-1985 Peter Striebeck
- 1985-2000 Jürgen Flimm
- 2000-2009 Ulrich Khuon
- vanaf 2009 Joachim Lux

## Het huidige gezelschap

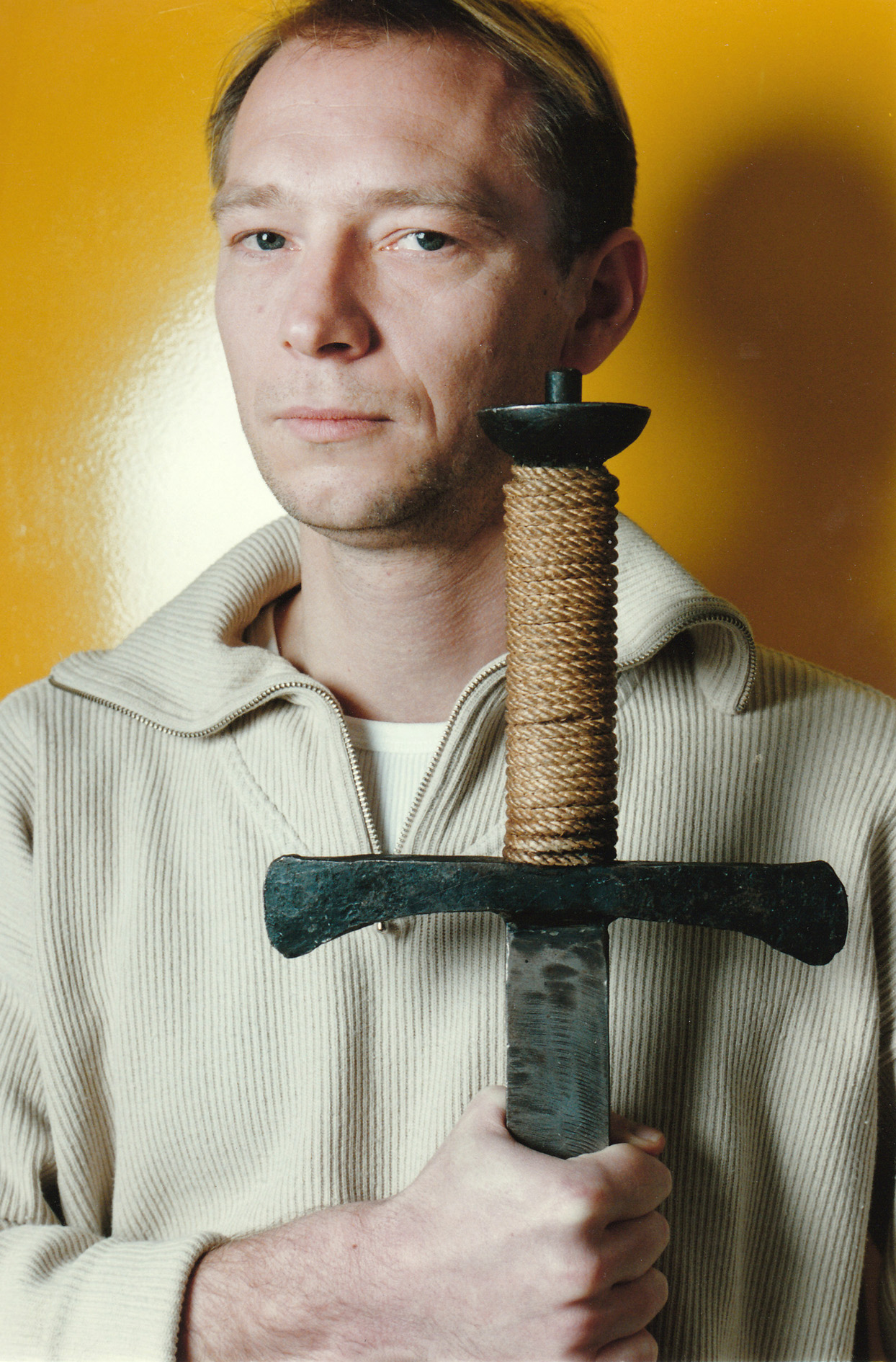
Luk Perceval, gastregisseur van Thalia

Het aan het Thalia Theater verbonden vaste ensemble behoort tot de meest gewaardeerde toneelgezelschappen van Duitsland. In 2003 en 2007 werd het door de lezers van het tijdschrift Theater heute gekozen tot "theater van het jaar". Onder leiding van de intendanten Ulrich Khuon en Joachim Lux werden bekende binnen- en buitenlandse regisseurs naar het Thalia Theater gehaald, zoals Michael Thalheimer, Stephan Kimmig, Martin Kušej, Jürgen Kruse, Peter Sellars, Robert Wilson, Ruth Berghaus, Tomaž Pandur, Andreas Kriegenburg, Luk Perceval, Nicolas Stemann, Dimiter Gotscheff, Stefan Pucher, Jan Bosse, Antú Romero Nunes en Jette Steckel. Het gezelschap speelt zowel klassieke stukken als werken van eigentijdse toneelschrijvers als Dea Loher, Gesine Dankwart, Conor McPherson, Moritz Rinke, Fritz Kater, Lukas Bärfuss, Peter Handke, Elfriede Jelinek en Jon Fosse. Per seizoen staan een twintigtal toneelstukken op het programma, waarvan gemiddeld negen premières.
Het Thalia Theater reist met zijn producties door heel Europa, en in andere werelddelen. In het recente verleden was het gezelschap onder andere in New York, Bogotá, Rio de Janeiro, Hongkong, Shanghai en Peking te zien. Het gezelschap was te gast op het Berliner Theatertreffen, de Wiener Festwochen, het theaterfestival van Boedapest en het Festival van Avignon.
Ook in Nederland en België is het Thalia Theater een regelmatig terugkerende gast. In 2010 was in de Stadsschouwburg Amsterdam een door Luk Perceval geregisseerde Hamlet van Thalia te zien, die door de Nederlandse en Vlaamse pers zeer lovend werd beoordeeld. In 2014 was het gezelschap in het kader van het Holland Festival te zien in de Westergasfabriek met de door Nicolas Stemann geregisseerde voorstelling Die Schutzbefohlenen van de Oostenrijkse Nobelprijswinnares Elfriede Jelinek. In 2014 en 2015 was in diverse theaters in Nederland en België het door Luk Perceval geregisseerde FRONT - Im Westen nichts Neues te zien, een coproductie van Thalia en NTGent. In 2016 was het gezelschap opnieuw te gast op het Holland Festival met de tekstloze voorstelling Die Stunde da wir nichts wussten van Peter Handke.

## Beschrijving gebouw
Het Thalia Theater is gebouwd op een rechthoekige plattegrond op de hoek van de Alstertor en de Gerhard-Hauptmann-Platz. Het witgestucte gebouw bestaat uit twee bouwdelen en telt vijf etages. Het bouwdeel grenzend aan de Gerhard-Hauptmann-Platz bevat voornamelijk kantoren. De neoclassicistische hoofdgevel aan de Alstertor is onderverdeeld in negen traveeën, van elkaar gescheiden door zuilen met ionische kapitelen, die over de bovenste vier verdiepingen reiken. Het vooruitspringend middenrisaliet bestaat uit zeven traveeën en wordt bekroond door een driehoekig fronton.
De grote zaal biedt plaats aan ongeveer 1000 toeschouwers. Onder het dak bevindt zich de theaterbar Nachtasyl, waar af en toe kleinschalige opvoeringen plaatsvinden.

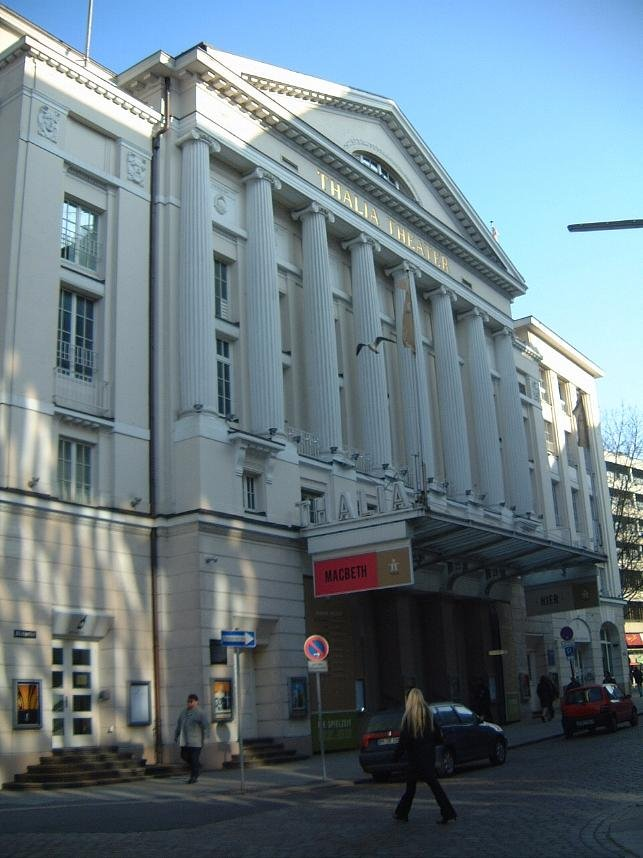
Façade Alstertor
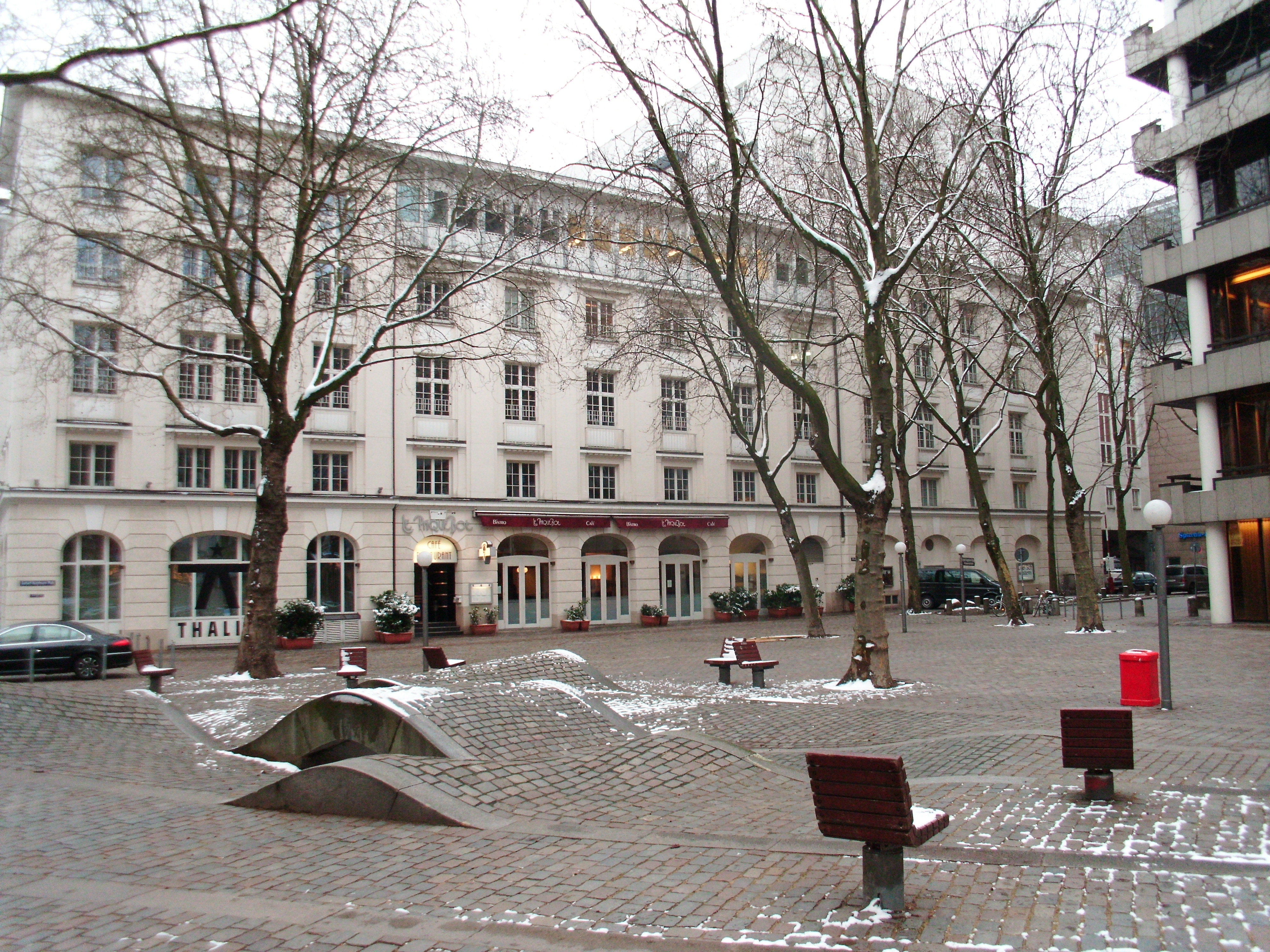
Gerhard-Hauptmann-Platz
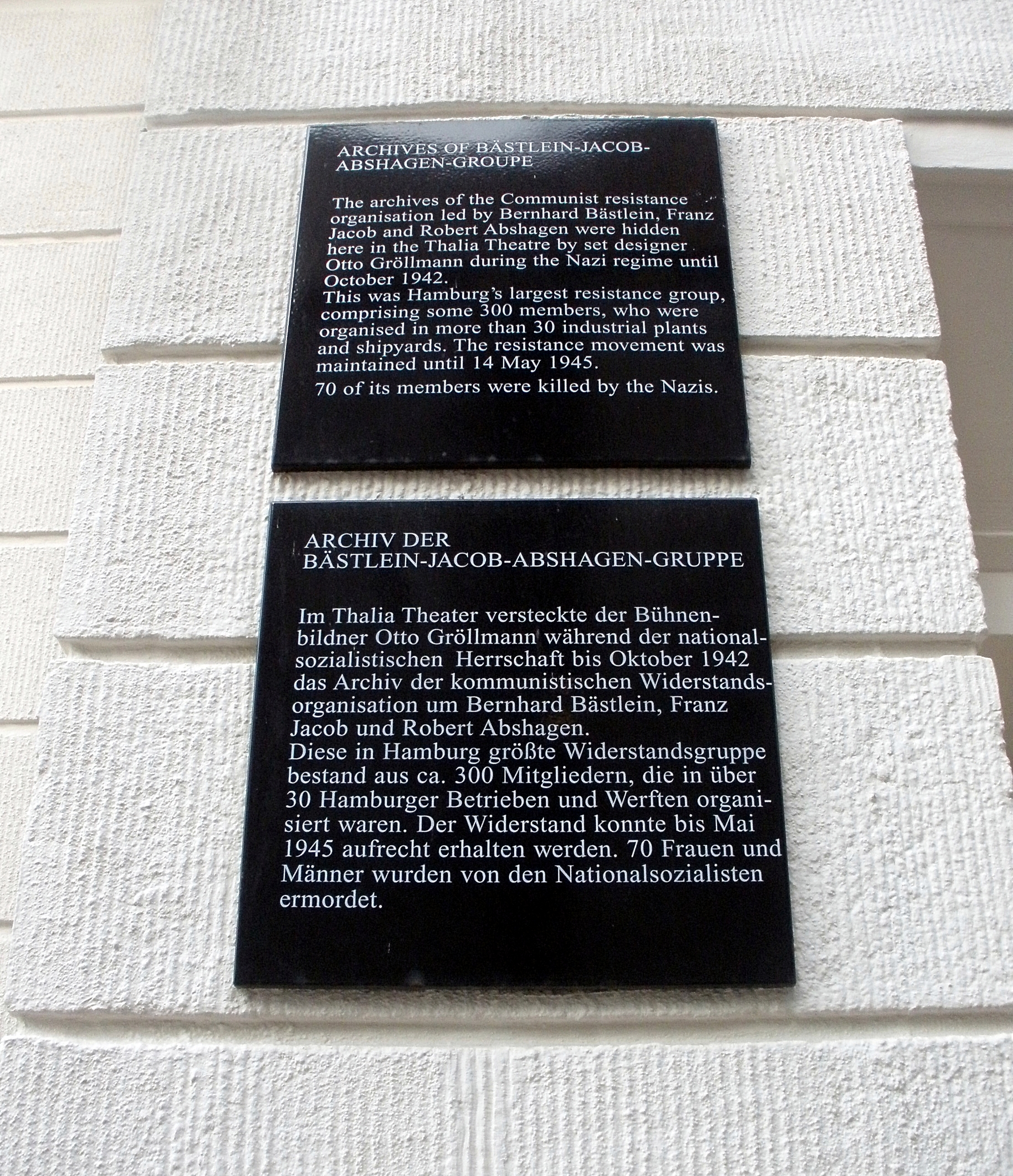
Plaquette verzetsgroep
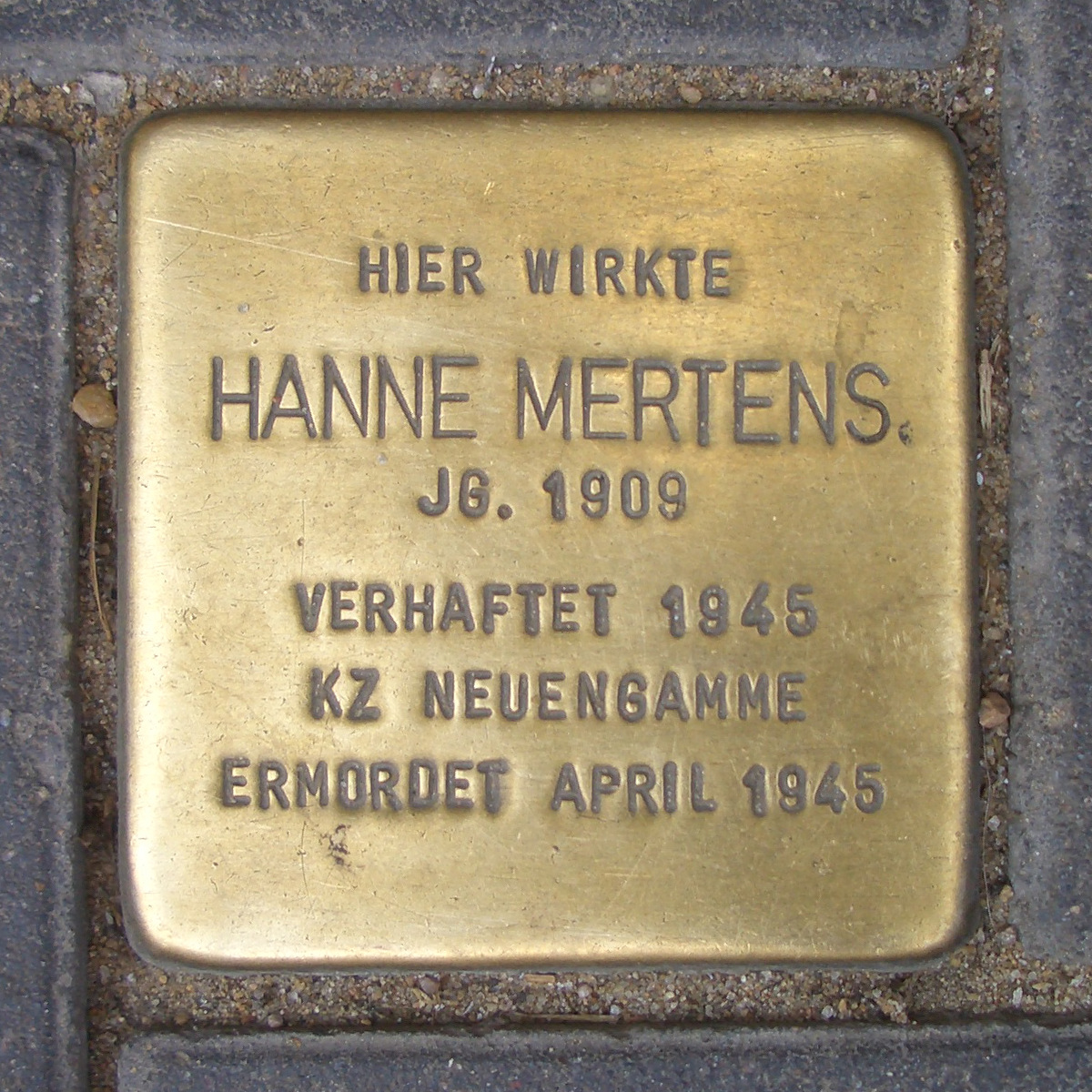
Stolperstein Hanne Mertens